# Abrhexosa panamensis
Abrhexosa panamensis är en tvåvingeart som beskrevs av Cook 1956. Abrhexosa panamensis ingår i släktet Abrhexosa och familjen dyngmyggor. Inga underarter finns listade i Catalogue of Life.